# 川村吾蔵
川村 吾蔵（かわむら ごぞう、明治17年（1884年）8月17日 - 昭和25年（1950年）3月11日）は、日本の美術家。海外で活躍した国際的彫塑家であり、ニューヨークに多くのモニュメント彫刻を完成させたほか、乳牛像、著名人の胸像製作で高い評価を得た。

## 経歴
長野県臼田町（現：佐久市）に川村兵次郎・せむの三男として生まれる。遠縁である水彩画家・丸山晩霞などの影響により芸術家を志し、明治37年（1904年）渡米して彫刻の勉強をする。明治42年（1910年）フランスへ渡り、仏国立美術学校（エコール・デ・ボザール）へ入学。成績優秀で特待生となる。この間、オーギュスト・ロダンに助手の勧誘を受けるが、考え方の相違でこれを断りアメリカ人彫刻家フレデリック・マクモニスの助手となる。
この後マクモニスと組んでニューヨーク市に数々のモニュメント彫刻を完成させていく。大正5年（1916年）再び渡米し、ニューヨークに戻る。同年、ミネソタ州の酪農家フレッド・パブストを通じて理想的体型の乳牛像の制作を依頼され、動物学者と共に全米各地の牧場はもとよりカナダ・メキシコまで出かけ研究する。大正11年（1922年）、実に6年の製作期間を経て《完全なる乳牛模型》を完成させる。牛の生態を克明に表現したこの作品は、全米牧畜業大会にて最高の賞を受ける。この頃から『牛のGOZO』と呼ばれるようになり、その名はアメリカ全土及びヨーロッパの酪農家に知れ渡る。大正13年（1924年）ホワイトハウスからカルヴィン・クーリッジ大統領の胸像製作の依頼を受けるなど名実ともにアメリカ社会から認められる。昭和14年（1939年）ニューヨーク万国博覧会の日本館入口に飾るレリーフ《天女の舞》を制作する。
昭和15年（1940年）日米関係の悪化及び紀元二千六百年奉祝展に《野口英世》・《斎藤博駐米大使》の胸像を出品するため37年振りに日本へ帰国。しかし、日本での知名度不足や前妻（フランス人）との離婚問題など諸々の理由により作品は奉祝展へ搬入できずに終わる。同年、欧米で学んだ技術を祖国のために生かすべく、世田谷区経堂町にアトリエを構える。昭和17年（1942年）6月、貴族院議員の徳富蘇峰ら政財界の人々が彫塑家川村吾蔵後援会を結成するも、翌年戦局の悪化に伴って解散。昭和19年（1944年）日米の開戦により空襲が激しくなり戦禍を避けるため郷里 臼田町へ疎開する。疎開先ではアメリカ帰りと軽蔑され、スパイではないかと疑われながら農地を耕して野菜をつくり、敗戦後も昭和20年（1945年）にGHQより出頭命令を受け、進駐軍の通訳官の役目を任されるなど、芸術家として不遇の日々を送る。
その後、軽井沢町に転居。昭和22年（1947年）9月、横須賀基地第4代司令官のブラザー・デッカーの招聘により横須賀基地美術最高顧問として横須賀に転居し、EMクラブ（現：横須賀芸術劇場）の三階の三部屋をアトリエとして貸し与えられ、デッカーやアイケルバーガー中将など進駐軍首脳の胸像を多数製作する。その出来栄えは多くの人に賞賛され、それを耳にしたダグラス・マッカーサー元帥から自らの胸像を依頼される。昭和25年（1950年）3月11日、横須賀市のセント・ジョゼフ病院にて胃がんにより66歳で死去。未完成だった《マッカーサー元帥》胸像を、妻栞（しおり）と娘の幸子がブロンズに鋳造し完成させる。同年、遺作《マッカーサー元帥》は日展第三科（彫刻）に出品され、入選する。さらに同年11月28日《マッカーサー元帥胸像》の除幕式が日本橋三越で行われる。

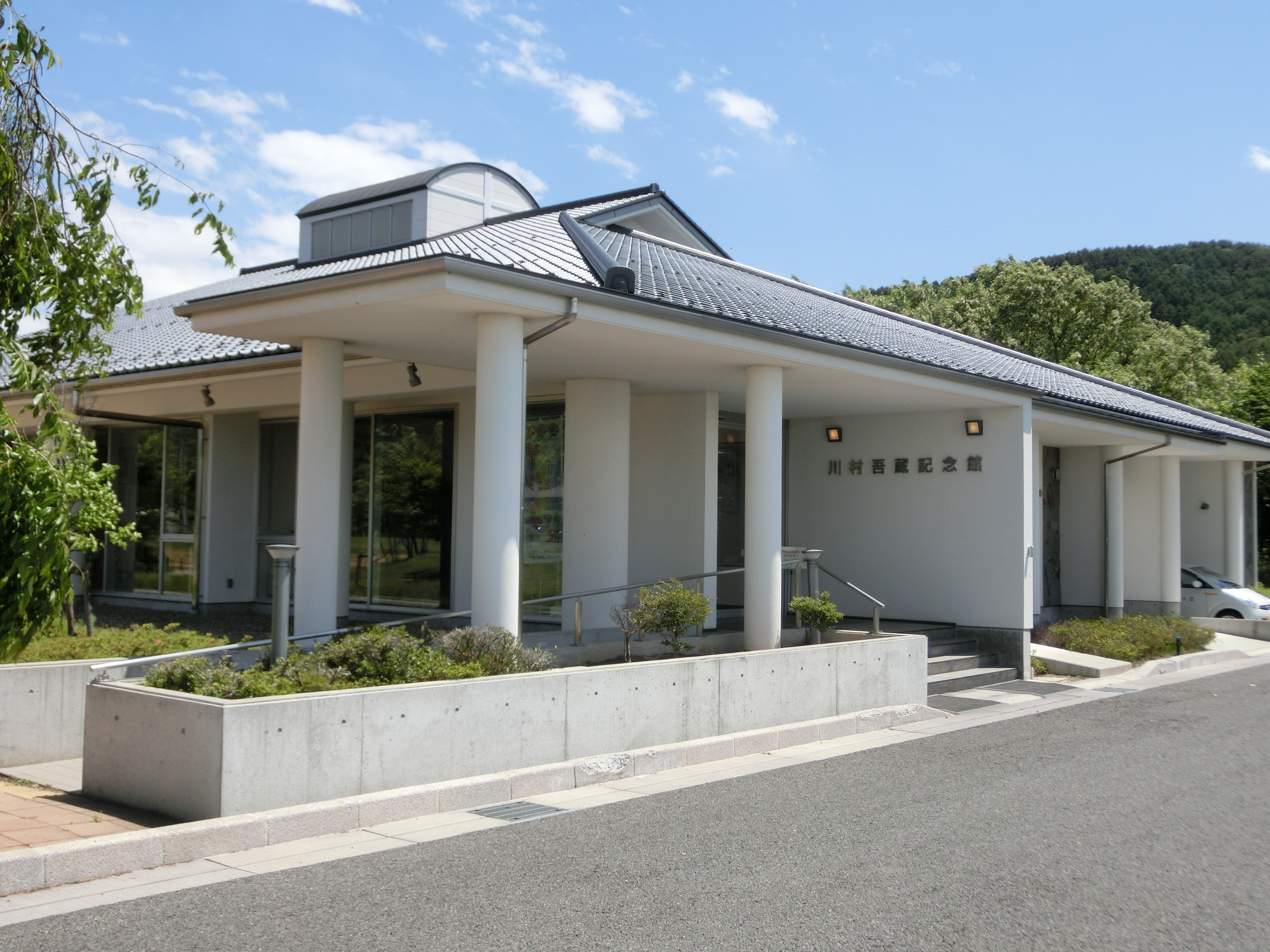
川村吾蔵記念館

多数の作品や資料は、遺族から佐久市に寄贈され、2010年3月に 川村吾蔵記念館 が、龍岡城の隣にある 五稜郭公園（佐久市）の一角に開館した。

## 寄贈作品
全部で492点。ブロンズ像47点、石こう38点、木彫1点がある。またデッサンなど素描210点、手紙や写真など資料類もある。

## 代表作
- 「太陽の賛歌」1917年　川村吾蔵記念館
- 「平和凱旋門・戦勝記念碑」1918年　NY市ワシントンスクエア　※マクモニスと共作
- 「華頂宮博忠王」1921年　個人蔵
- 「美と哲学像」1922年　NY市立図書館玄関両脇　※マクニモスと共作
- 「ジョージ・ワシントン戦勝記念碑」 1922年　プリンストン大学校庭　※マクニモスと共作
- 「ホルスタイン種乳牛　牡」1923年　東京国立近代美術館
- 「ホルスタイン種乳牛　牝」1923年　東京国立近代美術館
- 「片倉兼太郎」　1930年　片倉館
- 「トルソ」　1934年　横須賀美術館
- 「ジャスティス〔正義一対像〕」1935年　ワシントンD.C.最高裁判所入口　※フレイザーと共作
- 「野口英世博士」1939年　野口英世記念館
- 「徳富蘇峰先生」1941年　財団法人徳富蘇峰記念塩崎財団
- 「大東亜軍像」1942年  遊就館
- 「島崎藤村」1943年　小諸市立藤村記念館
- 「デッカー司令官」1949年　横須賀中央公園
- 「マッカーサー元帥」1949年　DNタワー21（旧第一生命館） マッカーサー執務室

## 交友関係
- 細菌学者の野口英世、詩人・小説家の島崎藤村、画家の犬飼恭平らと親交があった。

## エピソード
- 吾蔵は、爪楊枝で歯を掘る癖のある野口英世に、片手用デンタルフロスト（絹糸歯掃除器具）を送ったところ、大変喜ばれた。
- パリで再会した丸山晩霞は、大成した吾蔵の姿を見て涙を流して喜び、きっと信州の家族に知らせるからと言って帰っていった。
- 1921年10月に軍艦・八雲に乗艦し、ニューヨークに寄港中の華頂宮博忠王と謁見し、胸像製作に着手した。
- 1940年に日本へ帰国する際に船に持ち込んだ彫刻作品は、華頂宮博忠王の胸像1点のみである。
- 神奈川県がマッカーサー元帥へ胸像を寄贈することを申し出ると元帥は非常に喜んだ。
- 吾蔵の没後、マッカーサーは遺族に「吾蔵の死は世界の芸術にとっての損失です。彼は真の芸術家であり、立派な紳士であった」と哀悼の言葉を贈っている。
- 現在マッカーサー元帥の胸像は、ウエストポイント（米国陸軍士官学校）の記念像として永久に保管されている。

## 関連人物
- 丸山晩霞
- ダグラス・マッカーサー
- 野口英世
- 島崎藤村
- 犬飼恭平

### 評伝
- 「彫塑家・川村吾蔵の生涯」、飯沼信子、2000年、舞字社
- 「ぽっかりふんわり川村吾蔵物語」、新海輝雄、2008年、櫟<いちい>

### 画集・図録
- 「正統なる造形－GOZO－　20世紀アメリカに生きた彫刻家川村吾蔵」、1995年、第一生命
- 「－没後50－川村吾蔵展」、2000年、長野県立美術館
- 「川村吾蔵記念館図録」、2010年、佐久市教育委員会